# Харламов Олексій Володимирович
Олексій Володимирович Харламов (нар. 5 червня 1978) — український волейболіст, Майстер спорту України. Учасник Літніх Паралімпійських ігор 2016 та 2024 років.
Займається у секції волейболу Донецького регіонального центру «Інваспорт».